# یکه درخت (کابل)
یکه درخت (به لاتین: Yakah Darakht) یک منطقهٔ مسکونی در افغانستان است که در ولایت کابل واقع شده‌است.